# Pterostylis rufa
Pterostylis rufa är en orkidéart som beskrevs av Robert Brown. Pterostylis rufa ingår i släktet Pterostylis och familjen orkidéer. Inga underarter finns listade i Catalogue of Life.